# Отскубнати до корен
„Отскубнати до корен“ е български документален филм на Антоанета Бачурова и Владимир Люцканов от 2023 година.
Драматичният сюжет съживява факти от биографията на проф. Димитър Атанасов – забележителен учен, юрист и държавник с огромен принос към България, за съжаление, почти напълно забравен от сънародниците си.
Премиерата се състои на 22 май 2023 г., в кино „Одеон“, София.